# Guldkorset
Guldkorset (original: The Champion, utgiven från 1997) är en bok skriven av Elizabeth Chadwick. Den kom ut på svenska 1999.

## Handling
Alexander de Montroi kommer till sin bror, Hervi, som befinner sig på en tornerplats i Normandie. Alexander stannar hos Harvi som lär honom allt om tornerspelets ädla liv.
Monday de Cerizay bor också på tornerplatsen. När båda hennes föräldrar dör stannar hon hos Alexander och Hervi. Alexander och Monday blir mer än bara goda vänner, och Monday blir rädd och flyr till Rouen där hon blir älskarinna åt kungens yngre bror, Johan. Hon föder honom två barn.
Efter några år kommer Alexander till Rouen. Han har nu blivit en ädel riddare i kungens armé.
När Monday och Alexander återförenas avslöjas en hemlighet som Monday hållit gömd länge.

## Utgivning
- 1999 –  Guldkorset. Stockholm: B. Wahlström. 1999. ISBN 91-32-32356-5 (svenska)

## Källhänvisningar
1. ↑  The Champion. Google Books. Läst 31 januari 2015. (engelska)